# Zeven wonderen van Newfoundland en Labrador
De zeven wonderen van Newfoundland en Labrador zijn een lijst van de zeven meest wonderbaarlijke plaatsen van Newfoundland en Labrador, de oostelijkste provincie van de federale staat Canada. 
In 2007 werden de zeven wonderen van Canada bepaald op initiatief van het televisieprogramma The National en de radioshow Sounds Like Canada, beide beheerd door de Canadian Broadcasting Corporation (CBC). Nominaties gebeurden door het publiek, waarna men via een online stemming een shortlist bekwam. Daaruit koos een vakjury de zeven wonderen. Er werden gelijktijdig onder leiding van de CBC ook provinciale lijsten samengesteld, waaronder een voor Newfoundland en Labrador.
In 2016 hield Downhome, een maandblad uit de provincie (met de grootste betalende oplage van Atlantisch Canada), ook een grootschalige stemming bij haar lezers. Zo kwam er een alternatieve lijst van de "zeven wonderen van Newfoundland en Labrador" tot stand.
Beide lijsten hebben geen overlap met elkaar en bevatten dus zeven verschillende wonderen.

## Zeven wonderen van Newfoundland en Labrador (volgens CBC)
| Afbeelding | Wonder                                | Locatie                    | Regio                        | Omschrijving                                                                                    |
| ---------- | ------------------------------------- | -------------------------- | ---------------------------- | ----------------------------------------------------------------------------------------------- |
|            | Ecologisch Reservaat Burnt Cape       | nabij Raleigh              | Great Northern Peninsula     | Reservaat met uitzonderlijke geografie, geologie, fauna en flora                                |
|            | IJsbergen van Iceberg Alley           | onder meer bij Twillingate | langs de hele oostkust       | Honderden ijsbergen die iedere lente de oostkust passeren en uiteindelijk smelten               |
|            | Vikingnederzetting L'Anse aux Meadows | L'Anse aux Meadows         | Great Northern Peninsula     | Enige Vikingnederzetting in Canada                                                              |
|            | Signal Hill                           | St. John's                 | Avalon                       | Historisch belangrijke heuvel met vanaf de top een prachtig uitzicht op de hoofdstad St. John's |
|            | Fogo Island                           | Fogo Island                | ten noorden van Newfoundland | Pittoresk eiland met verschillende goed bewaarde vissersdorpen en bijhorende cultuur            |
|            | Weerstation Kurt (WFL-26)             | Martin Bay                 | Torngatgebergte              | Geheim Nazi-weerstation uit 1943 dat pas in 1977 (her)ontdekt werd                              |
|            | Wreckhouse                            | nabij Cape Ray             | zuidwestelijk Newfoundland   | Streek met uitzonderlijk sterke winden die dikwijls orkaankracht bereiken                       |

## Zeven wonderen van Newfoundland en Labrador (volgensDownhome)
| Afbeelding                       | Wonder                               | Locatie                        | Regio                    | Omschrijving |
| -------------------------------- | ------------------------------------ | ------------------------------ | ------------------------ | --- |
|                                  | Tablelands                           | Nationaal Park Gros Morne      | westelijk Newfoundland   | Opmerkelijk oranjebruin berglandschap en een van de enige plaatsen ter wereld waar de aardmantel aan het oppervlak ligt |
|                                  | The Dungeon                          | Provinciaal Park Dungeon       | Bonavista                | Dubbele natuurlijke brug                                                                                                |
|                                  | Ecologisch Reservaat Cape St. Mary's | Cape St. Mary's                | Avalon                   | Gigantische zeevogelkolonie                                                                                             |
|                                  | Western Brook Pond                   | Nationaal Park Gros Morne      | westelijk Newfoundland   | Prachtig meer dat in een fjord gelegen is en met boottochten te bezichtigen valt                                        |
|                                  | The Spout                            | tussen Goulds en Bay Bulls     | Avalon                   | Plaats waar water door de kracht van de golven zoals een geiser meters omhoog spuit                                     |
| Plaats uw zelfgemaakte foto hier | Porcupine Strand                     | Nationaal Park Mealy Mountains | zuidoostelijk Labrador   | Zo'n 50 km aan grote en voortreffelijke zandstranden in een bijzonder afgelegen gebied                                  |
|                                  | The Arches                           | Provinciaal Park The Arches    | Great Northern Peninsula | Bijzondere rotsformatie bestaande uit meerdere natuurlijke bogen                                                        |